# Chitarra a otto corde

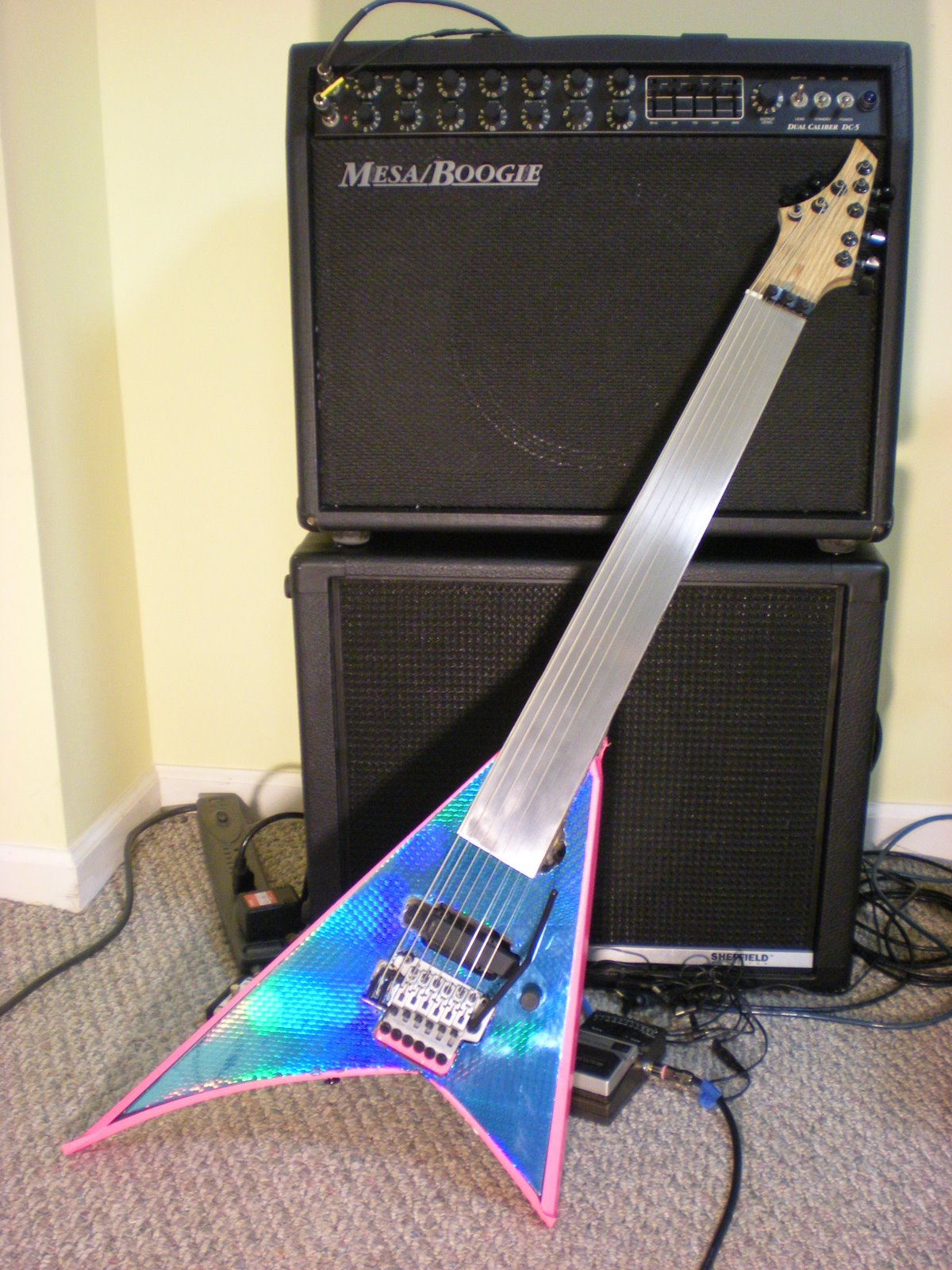
Chitarra senza tasti fatta in casa basata su Jackson Rhoads

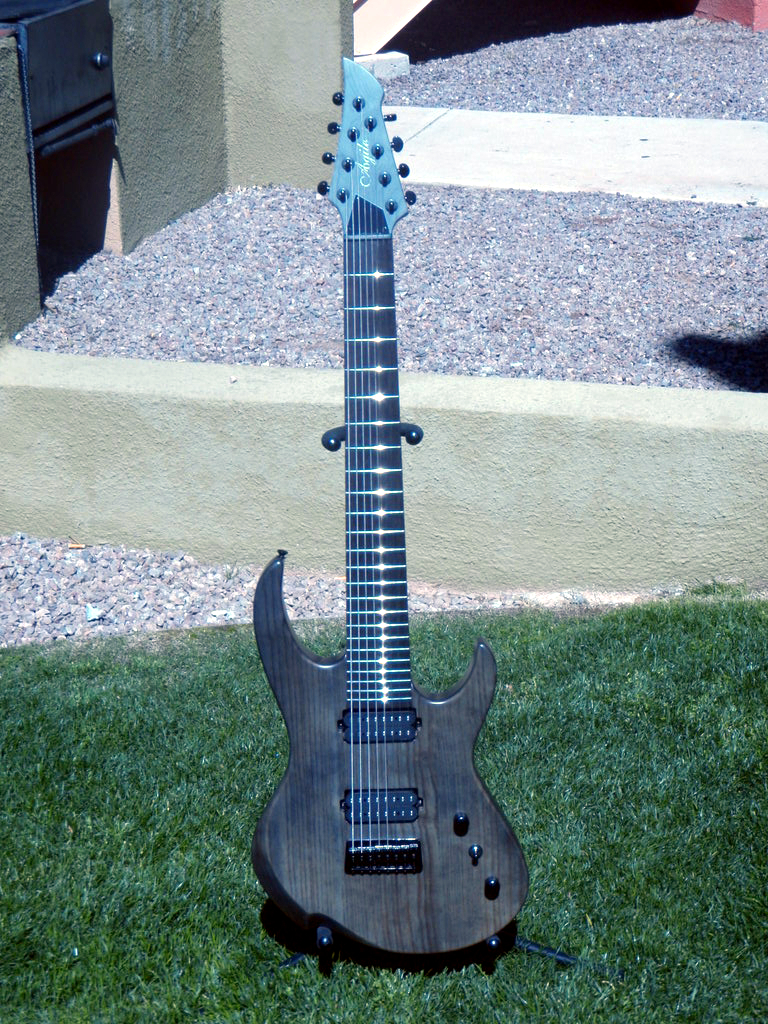
Agile Intrepid

Una chitarra a otto corde è una chitarra con due corde in più delle solite sei, o una in più delle sette della chitarra russa. Le chitarre a otto corde sono meno comuni delle chitarre a sei e sette corde, ma sono utilizzate da alcuni chitarristi classici, jazz e metal. La chitarra a otto corde consente una gamma tonale più ampia o accordature non standard (come l'accordatura per terze maggiori) o entrambe.
Varie chitarre non standard furono realizzate nel XIX secolo, comprese le chitarre a otto corde suonate dagli italiani Giulio Regondi e Luigi Legnani.
Le chitarre a otto corde hanno guadagnato popolarità tra le band metal, in gran parte ispirate dalla band progressive metal svedese Meshuggah (formatasi nel 1987).

## Progetti

### Chitarra semiacustica (chitarra a corpo cavo)
Alla ricerca di un'accordatura per chitarra che facilitasse l'improvvisazione jazz, Ralph Patt inventò l'accordatura per terze maggiori nel 1963. L'accordatura di Patt è un'accordatura regolare, nel senso che tutti gli intervalli tra le sue successive corde vuote sono terze maggiori; al contrario, l'accordatura standard della chitarra ha una terza maggiore in mezzo a quattro quarte.
Le chitarre a sette corde sono necessarie affinché l'accordatura per terze maggiori abbia la gamma mi-mi' dell'accordatura standard. Avere uno strumento a otto corde permetteva alla chitarra di Patt di avere come sua nota aperta il sol diesis (equivalente al la bemolle). Patt acquistò chitarre archtop a corpo cavo a sei corde che furono poi modificate dai liutai per avere manici più larghi, pickup più larghi e otto corde. La Gibson ES-150 di Patt è stata modificata da Vincent "Jimmy" DiSerio c.ca nel 1965. Il liutaio Saul Koll ha modificato una sequenza di chitarre: una Gibson Cromwell del 1938, una Sears Silvertone, una Mango archtop del 1922 c.ca, una Gibson L-50 del 1951 e una Epiphone Broadway del 1932; per le modifiche di Koll i pick-up personalizzati furono adattati ai manici larghi di Patt e il sol diesis alto (equivalente al la bemolle); pick-up personalizzati sono stati prodotti da Seymour Duncan e da Bill Lawrence. Roy Connors, ex membro del gruppo di canto popolare degli anni '60, gli Highwaymen, ha riconfigurato una chitarra a sei corde Martin O-28 in una otto corde progettata da lui e ha ricevuto un brevetto statunitense per essa, n. 3269247.

### Corpo solido
Le chitarre a otto corde a corpo solido sono utilizzate anche da molte band oggi. La costruzione di una chitarra a otto corde solid-body è paragonabile a quella delle varianti a sette e sei corde. L'accordatura standard (dal basso all'alto) è fa#, si, mi, la, re, sol, si, mi. Molti preferiscono accordare il fa# a un mi basso (mi1), la stessa nota della corda più bassa di un basso elettrico a quattro corde con accordatura standard, e conferire alla chitarra un suono più pieno avendo tre diverse corde in mi.
Come quella a sette corde, la prima chitarra a otto corde prodotta in serie è stata realizzata dalla Chitarre Ibanez in Giappone, la RG2228.

### Lunghezza della scala
Il problema di progettazione principale affrontato con una chitarra a otto corde è la stabilità dell'accordatura con le corde inferiori. Ciò è dovuto al fatto che il manico è troppo corto, problemi di ponti come un'intonazione impropria, spaziatura non uniforme per ponticelli flottanti o l'uso di calibri di corde sbagliati. Altri problemi associati alla stabilità dell'accordatura dipendono dalla corretta configurazione della chitarra.
Le chitarre a otto corde con grande estensione a volte possono avere un disegno multiscala in cui le corde dei bassi possono essere più lunghe delle corde degli acuti (design dei tasti a ventaglio). Questo aiuta con la corretta intonazione delle corde inferiori, migliora l'equilibrio della tensione delle corde attraverso le corde, migliora gli ipertoni armonici, gli armonici naturali e migliora l'inarmonicità. (Vedi anche inarmonicità nei pianoforti). Le corde del basso su una otto corde in genere richiedono che l'osso venga tirato indietro un po' più delle altre corde per impostare correttamente l'intonazione. Alcuni progetti di ponti consentono questo compensando la settima e l'ottava corda o concedendo un po' più di spazio per la regolazione. Lunghezze di scala più lunghe richiedono meno compensazione per un'intonazione corretta.

## Artisti importanti

### Classici
Paul Galbraith ha iniziato a usare una chitarra a otto corde nel 1994 quando, in collaborazione con il liutaio David Rubio, progettarono la Chitarra Brahms. Galbraith generalmente la accorda AEADGBEA. Egberto Gismonti (nato nel 1947) è un chitarrista e pianista brasiliano che predilige la chitarra classica a 8 corde. Livio Gianola (Premana, 1964) è un chitarrista italiano. È considerato dalla critica specializzata "Il maestro della chitarra a otto corde".

### Jazz
Il chitarrista jazz Charlie Hunter suona una chitarra ibrida a otto corde realizzata da Ralph Novak della Novax Guitars. Cinque delle corde sono accordate sulle cinque superiori della chitarra standard (la, re, sol, si, mi), mentre tre delle corde sono accordate sulle tre più basse (mi, la, re) del basso elettrico standard. Le sezioni dei bassi e degli acuti hanno pickup separati e vengono inviate ad amplificatori separati. Hunter ha anche una chitarra a dieci corde basata sullo stesso principio: una combinazione di chitarra a sei corde standard e basso a quattro corde standard.

### Metal
La chitarra a otto corde è utilizzata da chitarristi heavy metal moderni come, tra gli altri, Fredrik Thordendal e Mårten Hagström dei Meshuggah, Dino Cazares dei Fear Factory, Stephen Carpenter dei Deftones, Greg Burgess degli Allegaeon, Simon Girard e Kevin Chartré dei Beyond Creation, Justin Lowe e Trent Hafdahl di After the Burial, Josh Travis degli Emmure (ex The Tony Danza Tapdance Extravaganza ed ex Glass Cloud), Per Nilsson degli Scar Symmetry e Meshuggah come membro dei tour. Lo strumento è particolarmente collegato al genere musicale "djent" reso popolare da Meshuggah, Vildhjarta e altri artisti metal contemporanei.
Tosin Abasi e Javier Reyes degli Animals as Leaders accordano le loro otto corde sullo stesso Mi basso della corda più bassa di un basso standard a quattro corde e utilizzano la versatilità dello strumento per incorporare tecniche del basso, come il martellare delle corde (su "Earth Departure, An Infinite Regression ") come il bassista funk Larry Graham e la tecnica double thumbing sperimentata da Victor Wooten ed anche arpeggi simili ad arpa.
Ihsahn della band black metal Emperor ha iniziato a suonare la chitarra a sette corde nel 1999 e ha suonato per la prima volta la chitarra a otto corde nel suo album del 2010 After.
Rusty Cooley accorda la sua chitarra a otto corde come una standard a sei corde espansa in entrambe le direzioni. Questa accordatura offre toni di basso più profondi rispetto a una chitarra convenzionale e una gamma estesa nel registro più acuto per le melodie soliste.
Il chitarrista Justin Broadrick della band industrial metal inglese Godflesh ha presentato la sua esecuzione a otto corde nel 2014 Godflesh EP Decline & Fall.
Anche i chitarristi Lucas Mann e Miles Dimitri Baker della band technical deathcore Rings of Saturn usavano chitarre a otto corde. Anche Joel Omans, uno dei loro ex membri, ne usò una.